# V.League 1 2010
Die V.League 1 2010, aus Sponsorengründen auch als PetroVietnam Gas V-League bekannt, war die 27. Spielzeit der höchsten vietnamesischen Fußballliga seit ihrer Gründung im Jahr 1980. Die Saison begann am 31. Januar und endete am 22. August 2010. Titelverteidiger war SHB Đà Nẵng.

## Mannschaften
| Verein              | Beheimatet in, Provinz  | Stadion              |
| ------------------- | ----------------------- | -------------------- |
| Becamex Bình Dương  | Thủ Dầu Một, Bình Dương | Gò-Đậu-Stadion       |
| Đồng Tâm Long An    | Tân An, Long An         | Long An Stadium      |
| FC Đồng Tháp        | Cao Lãnh, Cao Lãnh      | Cao Lãnh Stadium     |
| Hòa Phát Hà Nội FC  | Hanoi                   | Hàng-Đẫy-Stadium     |
| Hoàng Anh Gia Lai   | Pleiku, Gia Lai         | Pleiku Stadium       |
| Khatoco Khánh Hòa   | Nha Trang, Khánh Hòa    | Nha Trang Stadium    |
| Lam Sơn Thanh Hóa   | Thanh Hóa, Thanh Hóa    | Thanh Hóa Stadium    |
| Megastar Nam Định   | Nam Định, Nam Định      | Thiên Trường Stadium |
| Navibank Sài Gòn FC | Ho-Chi-Minh-Stadt       | Thống Nhất Stadium   |
| SHB Đà Nẵng         | Đà Nẵng                 | Chi Lăng Stadium     |
| Sông Lam Nghệ An    | Vinh, Nghệ An           | Vinh Stadium         |
| Hà Nội T&T          | Hanoi                   | Hàng Đẫy Stadium     |
| Xi Măng Hải Phòng   | Hải Phòng               | Lạch Tray Stadium    |
| Vissai Ninh Bình FC | Ninh Bình, Ninh Bình    | Ninh Bình Stadium    |

## Abschlusstabelle
Stand: Saisonende
| Pl. | Verein                  | Sp. | S  | U  | N  | Tore    | Diff. | Punkte |
| --- | ----------------------- | --- | -- | -- | -- | ------- | ----- | ------ |
| 1.  | Hà Nội T&T              | 26  | 14 | 4  | 8  | 035:250 | +10   | 46     |
| 2.  | Xi Măng Hải Phòng       | 26  | 14 | 3  | 9  | 041:340 | +7    | 45     |
| 3.  | FC Đồng Tháp            | 26  | 13 | 5  | 8  | 043:340 | +9    | 44     |
| 4.  | Khatoco Khánh Hòa       | 26  | 13 | 4  | 9  | 042:420 | ±0    | 43     |
| 5.  | Đồng Tâm Long An        | 26  | 13 | 4  | 9  | 043:310 | +12   | 43     |
| 6.  | SHB Đà Nẵng (M) (P)     | 26  | 12 | 4  | 10 | 041:440 | −3    | 40     |
| 7.  | Hoàng Anh Gia Lai       | 26  | 11 | 6  | 9  | 034:270 | +7    | 39     |
| 8.  | Sông Lam Nghệ An        | 26  | 9  | 10 | 7  | 036:260 | +10   | 37     |
| 9.  | Becamex Bình Dương      | 26  | 11 | 4  | 11 | 048:400 | +8    | 37     |
| 10. | Hòa Phát Hà Nội FC (N)  | 26  | 10 | 6  | 10 | 041:440 | −3    | 36     |
| 11. | Vissai Ninh Bình FC (N) | 26  | 8  | 10 | 8  | 033:340 | −1    | 34     |
| 12. | Lam Sơn Thanh Hóa       | 26  | 8  | 7  | 11 | 036:460 | −10   | 31     |
| 13. | Navibank Sài Gòn FC     | 26  | 4  | 8  | 14 | 021:390 | −18   | 20     |
| 14. | Megastar Nam Định (R)   | 26  | 3  | 3  | 20 | 019:470 | −28   | 12     |

| Zum Saisonende 2010: |
| Vietnamesischer Meister und Teilnahme an der Gruppenphase des AFC Cup 2011 Vietnamesischer Pokalsieger und Teilnahme an der Gruppenphase des AFC Cup 2011 Qualifikation Relegation Play-off Abstieg in die V.League 2 |

| Zum Saisonende 2009: |                                      |
| (M)                  | Amtierender Meister: SHB Đà Nẵng     |
| (P)                  | Amtierender Pokalsieger: SHB Đà Nẵng |
| (N)                  | Aufsteiger aus der zweiten Liga      |

### Relegation Play-off
| Paarung  | Navibank Sài Gòn FC – Than Quảng Ninh FC |
| Ergebnis | 3:0                                      |
| Datum    | 23. September 2010                       |
| Stadion  | Ho-Chi-Minh-Stadt, Đà Nẵng               |
| Tore     | N.N.                                     |